# Madoryx plutonius
Madoryx plutonius är en fjärilsart som beskrevs av Jacob Hübner 1822. Madoryx plutonius ingår i släktet Madoryx och familjen svärmare. Inga underarter finns listade i Catalogue of Life.

## Beskrivning

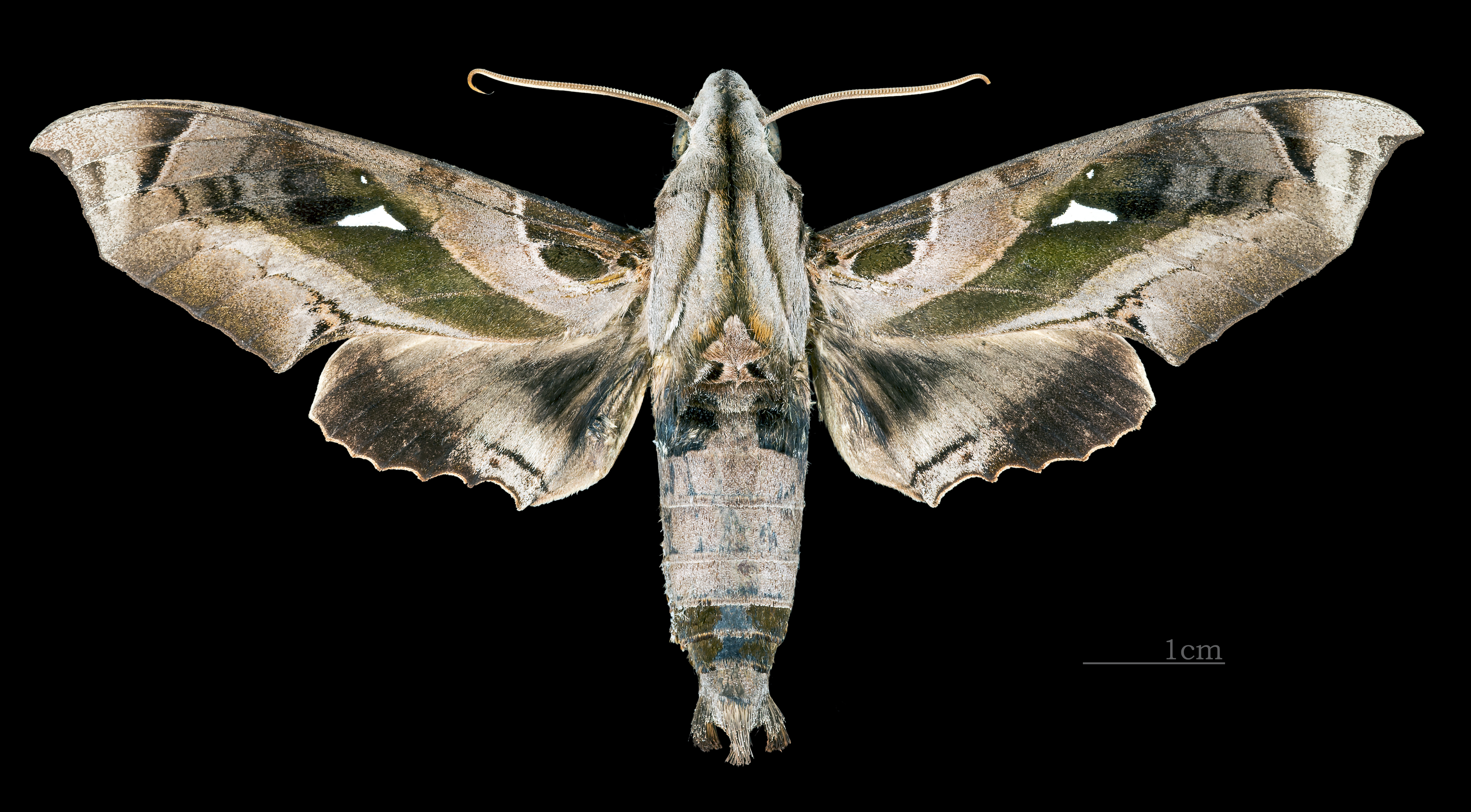
Madoryx plutonius  ♂
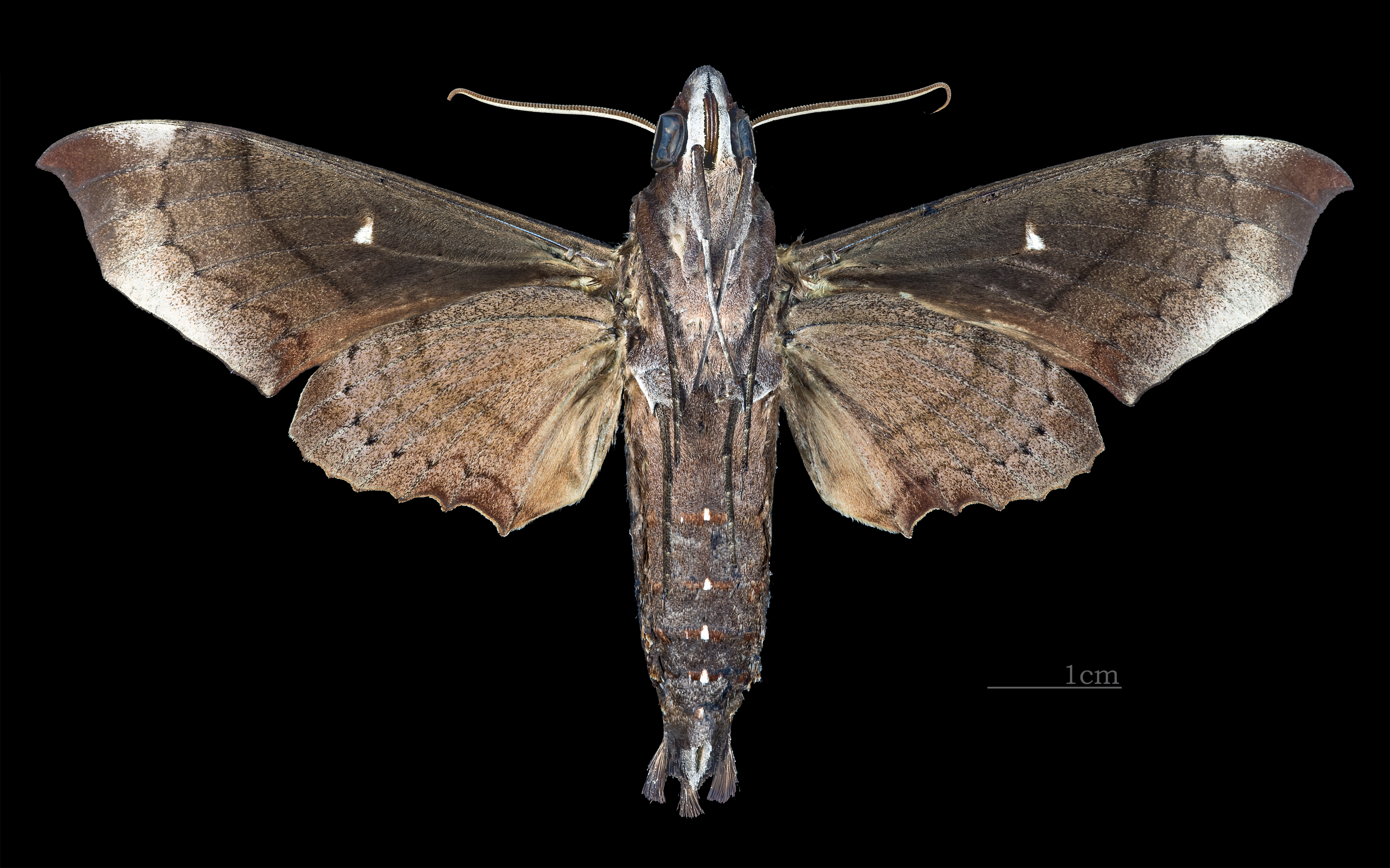
Madoryx plutonius  ♂   △
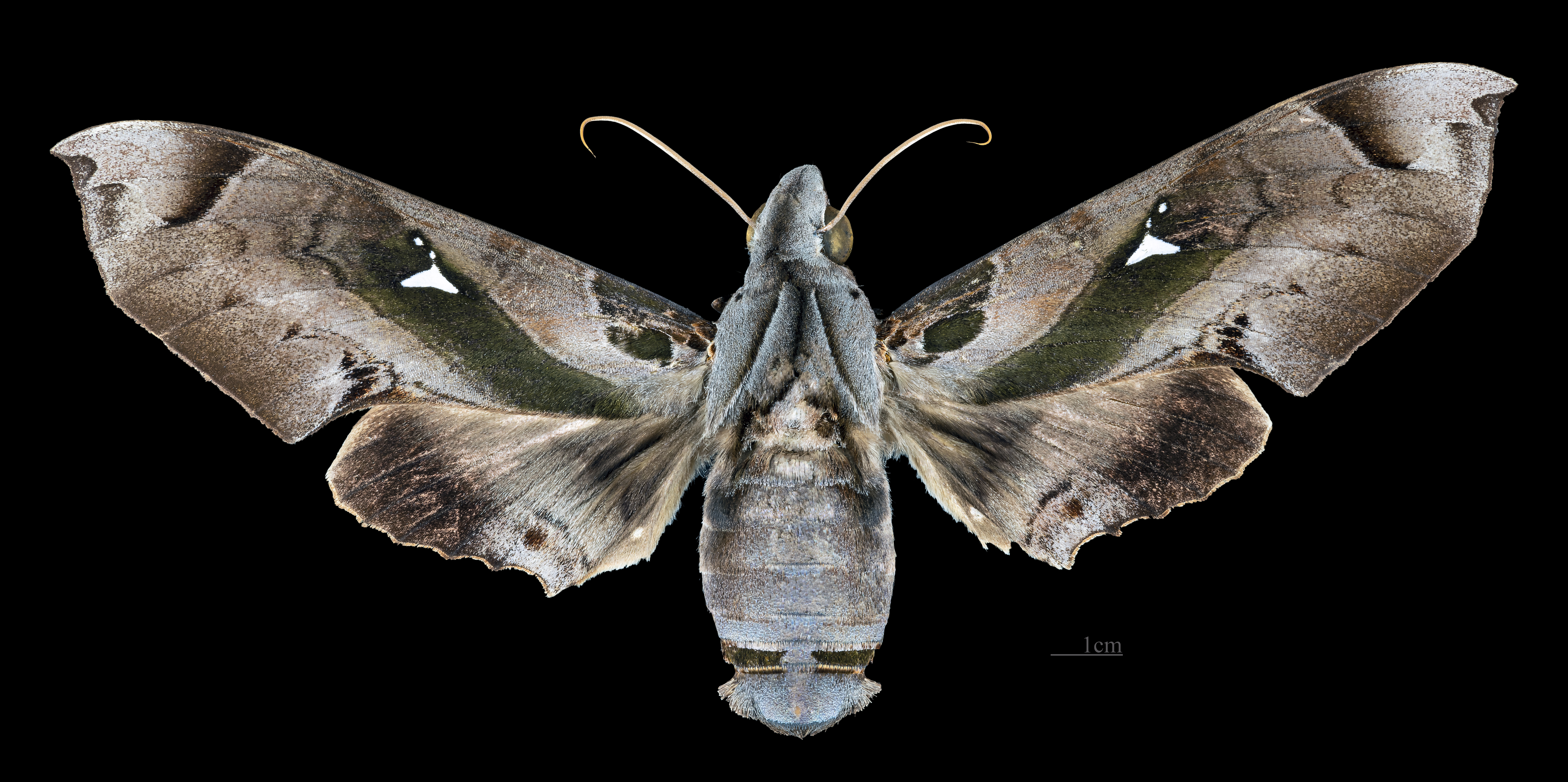
Madoryx plutonius    ♀
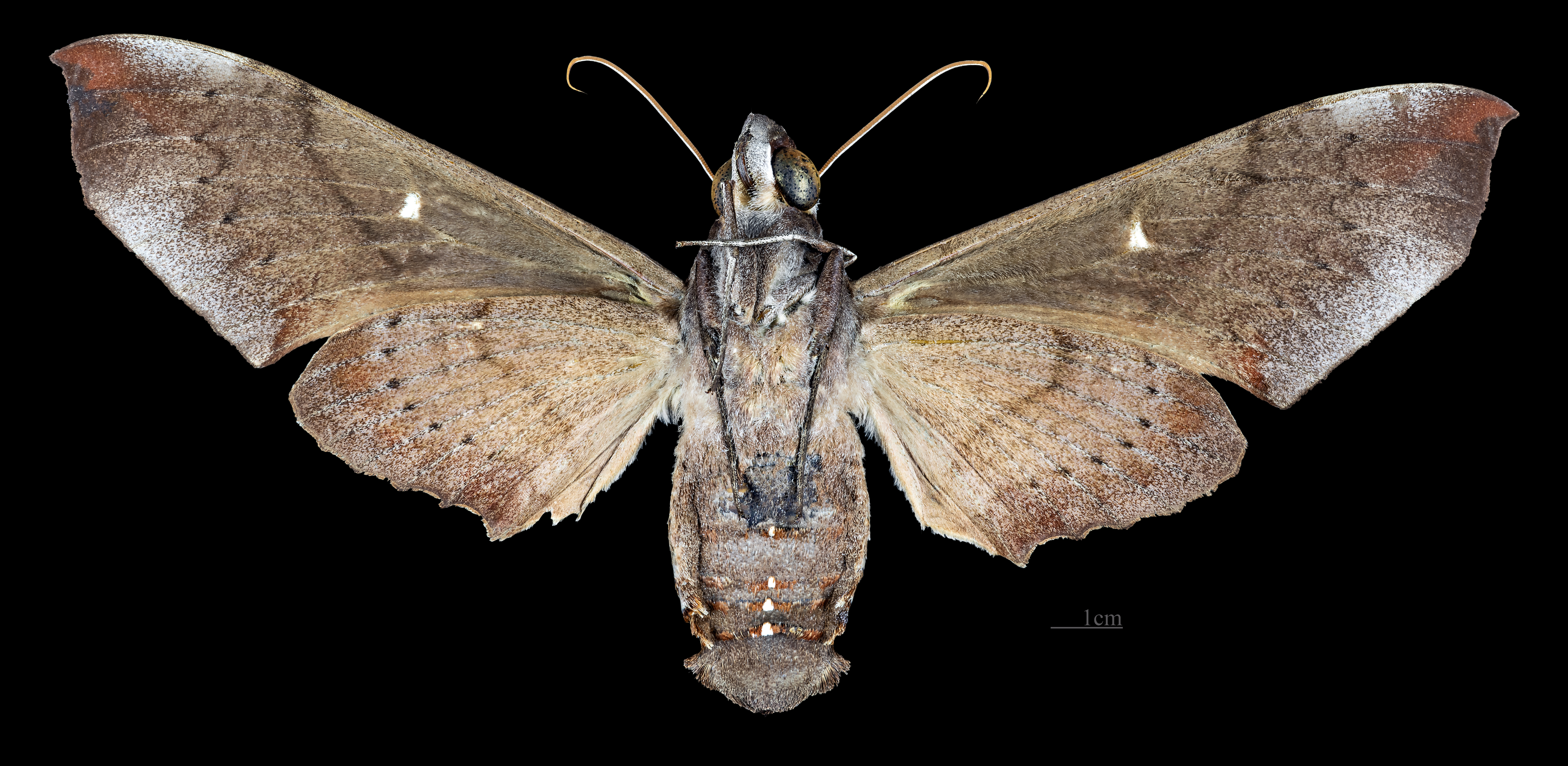
Madoryx plutonius   ♀ △

### Underart

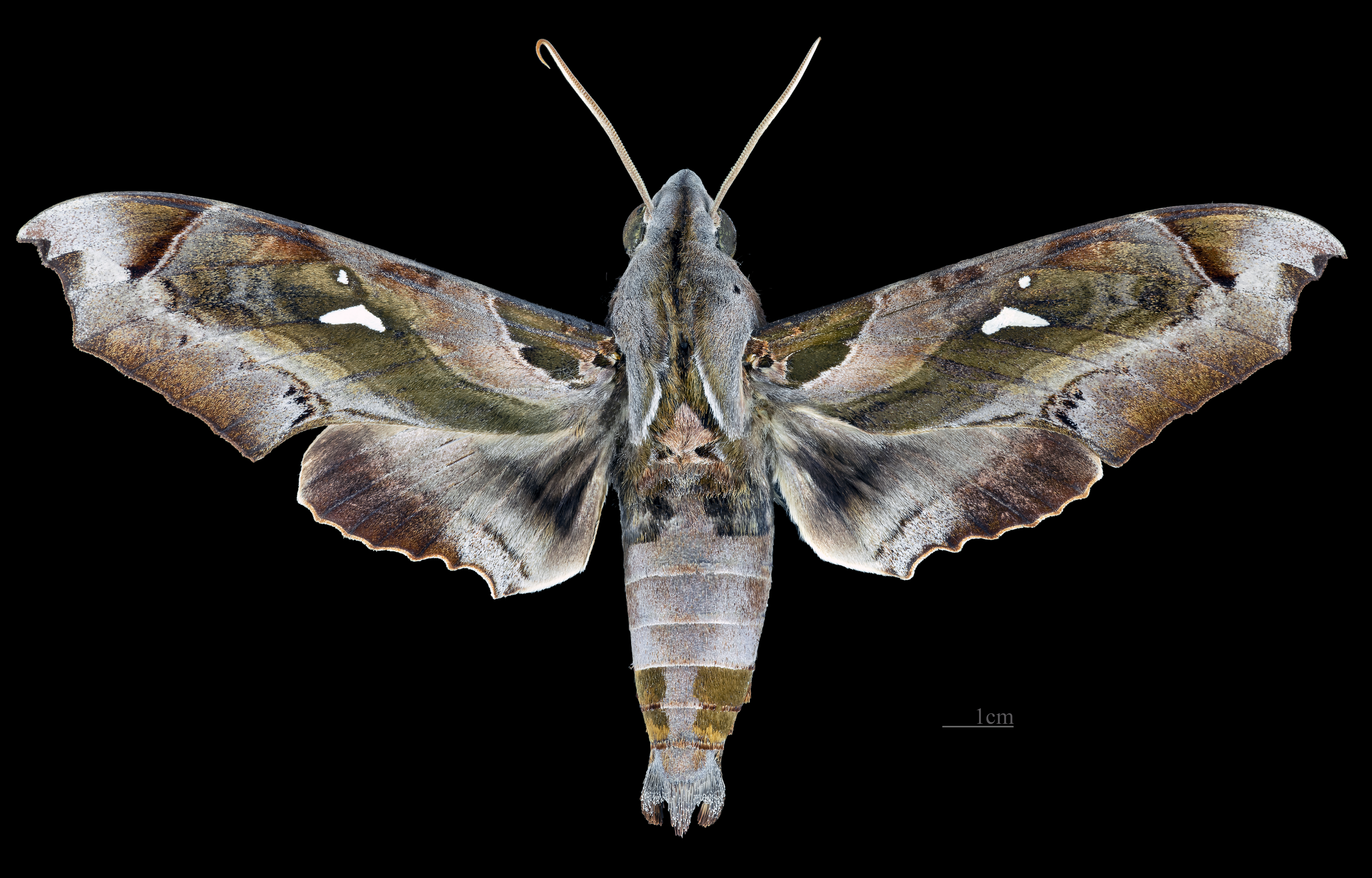
Madoryx plutonius dentatus  ♂
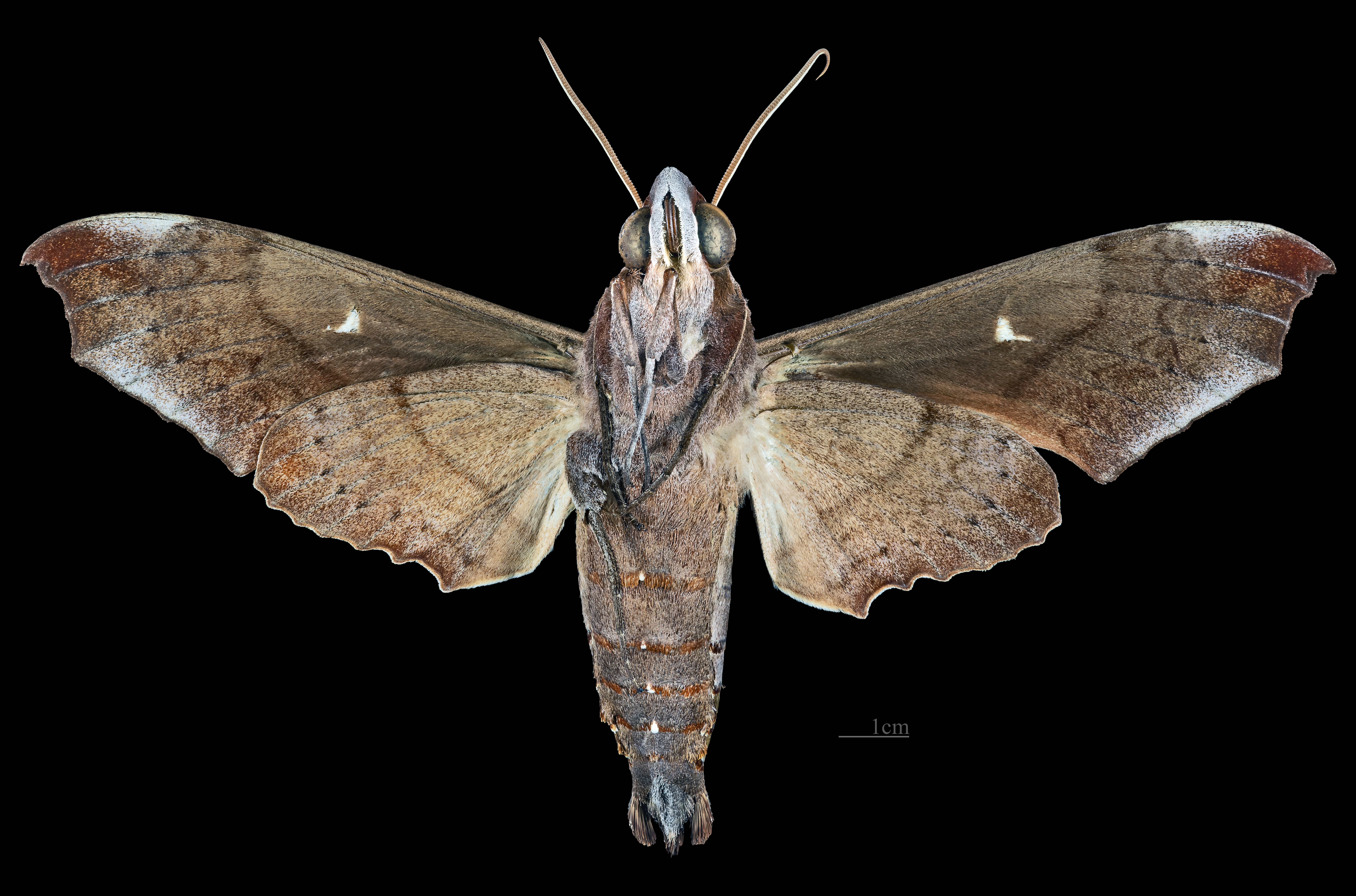
Madoryx plutonius dentatus  ♂   △